# Красное Знамя (Тверь)
Кра́сное Зна́мя — микрорайон (деревня) Заволжского района города Тверь Тверской области России.

## География
Расположена в северо-западной части города.

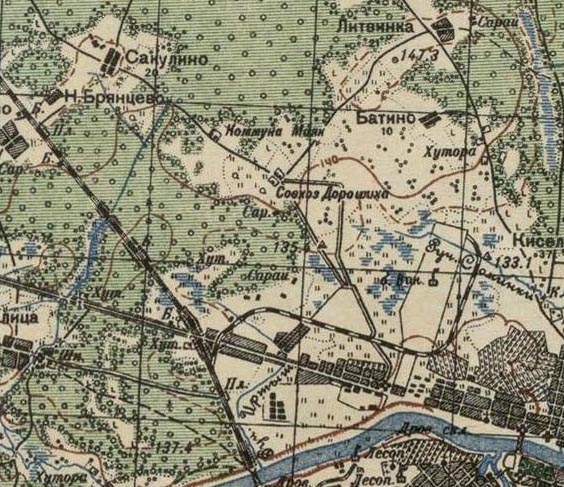
Коммуна Маяк на фрагменте карты 1930-х годов

## История
С XVI века известно сельцо Зеленково (Зеленцыно). В 1920-х годах здесь организована коммуна «Маяк», которая в конце 1930-х стала называться деревней Красное Знамя. Деревня была административный центром Красно-Знаменского сельсовета, часть территории которого (включая деревни Красное Знамя и Киселёво) в 1977 году включена в состав города Калинина.

## Инфраструктура
Личное подсобное хозяйство с зоной сельскохозяйственного использования, индивидуальная застройка усадебного типа.
Дома бывшей деревни числятся по улице Коммуны.

## Транспорт
Остановки общественного транспорта «Красное Знамя», «Улица Коммуны».